# Trần Phi Sơn
Trần Phi Sơn (sinh ngày 14 tháng 3 năm 1992) là một cầu thủ bóng đá chuyên nghiệp người Việt Nam hiện chơi ở vị trí tiền vệ cánh. Sở hữu tốc độ cùng kỹ thuật rất tốt, điểm mạnh của anh là những tình huống đi bóng và rê bóng kỹ thuật cùng khả năng đá phạt chính xác.

## Sự nghiệp câu lạc bộ
Trần Phi Sơn được đôn lên đội một của Sông Lam Nghệ An từ năm 2011. Tại giải bóng đá U-21 Quốc gia năm 2012, Sơn đã chứng tỏ được khả năng điêu luyện của mình và góp công vào chức vô địch của U-21 Sông Lam Nghệ An.
Sau đó, anh được triệu tập vào đội tuyển U-21 Việt Nam tham dự Giải U-21 Quốc tế Báo Thanh Niên ở Gia Lai, và trở thành không thể thiếu trong đội hình. Mặc dù đội tuyển U-21 Báo Thanh Niên Việt Nam để thua U-21 Malaysia trong trận chung kết nhưng Phi Sơn vẫn được bầu chọn là cầu thủ xuất sắc nhất giải. Thành công đó giúp anh được rất nhiều câu lạc bộ săn đón, trong đó có Sydney FC của Úc.
Giữa mùa giải 2013, sau khi tiền đạo Lê Công Vinh sang Nhật Bản đầu quân cho Consadole Sapporo, Sơn đã được huấn luyện viên Nguyễn Hữu Thắng tin tưởng trao một suất đá chính trong đội hình của Sông Lam Nghệ An.

## Sự nghiệp quốc tế
Phong độ tốt của Sơn trong màu áo Sông Lam Nghệ An giúp cho anh được triệu tập vào Đội tuyển U-23 Việt Nam tham dự SEA Games 27.

## Thống kê sự nghiệp

### Quốc tế
Tính đến 19 tháng 11 năm 2019.
| Đội tuyển quốc gia | Năm       | Trận | Bàn |
| ------------------ | --------- | ---- | --- |
| Việt Nam           | 2015      | 2    | 1   |
| Việt Nam           | 2016      | 1    | 0   |
| Tổng cộng          | Tổng cộng | 3    | 1   |

### Bàn thắng quốc tế
Bàn thắng của đội tuyển Việt Nam được ghi trước.
| #  | Ngày               | Địa điểm                                          | Đối thủ           | Ghi bàn | Kết quả | Giải đấu                 |
| -- | ------------------ | ------------------------------------------------- | ----------------- | ------- | ------- | ------------------------ |
| 1. | 8 tháng 9 năm 2015 | Sân vận động Thành phố Đài Bắc, Đài Bắc, Đài Loan | Đài Bắc Trung Hoa | 2–1     | 2–1     | Vòng loại World Cup 2018 |

#### U-23
| #  | Ngày                | Địa điểm                                | Đối thủ    | Bàn thắng | Kết quả | Giải đấu                         |
| -- | ------------------- | --------------------------------------- | ---------- | --------- | ------- | -------------------------------- |
| 1. | 15 tháng 9 năm 2014 | Sân vận động Ansan Wa~, Ansan, Hàn Quốc | Iran       | 3–0       | 4–1     | Đại hội Thể thao châu Á 2014     |
| 2. | 29 tháng 5 năm 2015 | Sân vận động Bishan, Bishan, Singapore  | Brunei     | 2–0       | 6–0     | Đại hội Thể thao Đông Nam Á 2015 |
| 3. | 7 tháng 6 năm 2015  | Sân vận động Bishan, Bishan, Singapore  | Đông Timor | 1–0       | 4–0     | Đại hội Thể thao Đông Nam Á 2015 |

## Danh hiệu

### Câu lạc bộ
Sông Lam Nghệ An
- Giải bóng đá U-21 vô địch quốc gia: 2012, 2014
- Cúp quốc gia: 2017

Thành phố Hồ Chí Minh
- Á quân V.League 1: 2019
- Á quân Siêu cúp quốc gia : 2019

### Quốc tế
U-21 Việt Nam
- Á quân Giải bóng đá U-21 Quốc tế báo Thanh niên : 2012

U-23 Việt Nam
- Huy chương Đồng Đại hội Thể thao Đông Nam Á: 2015

### Cá nhân
- Cầu thủ trẻ xuất sắc nhất Việt Nam: 2012
- Cầu thủ xuất sắc nhất Giải bóng đá U-21 Quốc tế báo Thanh niên: 2012